# Lekkoatletyka na Letnich Igrzyskach Olimpijskich 2012 – sztafeta 4 × 100 m mężczyzn
Sztafeta 4 × 100 metrów mężczyzn to czwarta sztafeta, w której rozdano medale w lekkoatletyce na Letnich Igrzyskach Olimpijskich w Londynie.
Dyscyplina rozpoczęła się 10 sierpnia o godzinie 19:45 czasu londyńskiego. Wtedy to rozegrano pierwszą rundę zawodów. Decydująca faza, która wyłoniła mistrza olimpijskiego odbyła się 11 sierpnia o godzinie 21:00 czasu londyńskiego. Zawody odbyły się na Stadionie Olimpijskim w Londynie.
Złoty medal zdobyli Jamajczycy, którzy ustanowili rekord świata (36,84 s).
| Poz. - pozycja |
| OR - rekord olimpijski \| NR - rekord krajowy \| PB - rekord życiowy \| =PB - wyrównany rekord życiowy \| SB - najlepszy wynik w sezonie \| =SB - wyrównany najlepszy wynik w sezonie |
| DNS - nie wystartował \| DNF - dyskwalifikacja za falstart |
| * wyniki podawane w sekundach |

## Rekordy
W poniższej tabeli przedstawione są rekord świata i rekord olimpijski przed rozegraniem zawodów, tj. na 10 sierpnia 2012 roku.
| Rekord świata     | Jamajka (Nesta Carter, Michael Frater, Yohan Blake, Usain Bolt)  | 37,04 s | Taegu, Korea Południowa | 04.09.2011 |
| Rekord olimpijski | Jamajka (Nesta Carter, Michael Frater, Usain Bolt, Asafa Powell) | 37,10 s | Pekin, Chiny            | 22.08.2008 |

## Terminarz
| Data             | Godzina (UTC+1) | Wydarzenie |
| ---------------- | --------------- | ---------- |
| 10 sierpnia 2012 | 19:45           | Eliminacje |
| 11 sierpnia 2012 | 21:00           | Finał      |

## Przebieg zawodów

### Eliminacje
W pierwsze rundzie wystartowało 16 zespołów, które zostały zgłoszone do zawodów. Bezpośrednio do finałowej rundy awansowały trzy najlepsze ekipy (Q) oraz dwie drużyny z najlepszymi czasami, którzy zajęli miejsca gorsze niż trzecie (q).

#### Bieg 1
| Poz. | Państwo               | Tor | Zawodnicy                                                               | Rezultat | Uwagi |
| ---- | --------------------- | --- | ----------------------------------------------------------------------- | -------- | ----- |
| 1    | 3 Jamajka             | 6   | Michael Frater, Nesta Carter, Yohan Blake, Kemar Bailey-Cole            | 37,39    | Q,    |
| 2    | 1 Kanada              | 3   | Jared Connaughton, Justyn Warner, Oluseyi Smith, Gavin Smellie          | 38,06    | Q,    |
| 3    | 2 Holandia            | 7   | Patrick van Luijk, Giovanni Codrington, Brian Mariano, Churandy Martina | 38,29    | Q,    |
| 4    | 4 Brazylia            | 8   | Bruno de Barros, Nilson Andre, Sandro Viana, Aldemir da Silva Junior    | 38,35    | SB    |
| 5    | 7 Chiny               | 5   | Liang Jiahong, Zhang Peimeng, Su Bingtian, Guo Fan                      | 38,38    | NR    |
| 6    | 5 Saint Kitts i Nevis | 4   | Brijesh Lawrence, Jason Rogers, Antoine Adams, Lestrod Roland           | 38,41    | NR    |
| 7    | 6 Włochy              | 9   | Simone Collio, Fabio Cerutti, Jacques Riparelli, Davide Manenti         | 38,58    | SB    |
|      | 8 Wielka Brytania     | 2   | Dwain Chambers, Christian Malcolm, Daniel Talbot, Adam Gemili           | DSQ      |       |

#### Bieg 2
| Poz. | Państwo             | Tor | Zawodnicy                                                                   | Rezultat | Uwagi |
| ---- | ------------------- | --- | --------------------------------------------------------------------------- | -------- | ----- |
| 1    | 3 Stany Zjednoczone | 7   | Justin Gatlin, Darvis Patton, Jeffery Demps, Trell Kimmons                  | 37,38    | Q,    |
| 2    | 1 Japonia           | 9   | Shinji Takahira, Masashi Eriguchi, Ryōta Yamagata, Shōta Iizuka             | 38,07    | Q,    |
| 3    | 2 Trynidad i Tobago | 4   | Marc Burns, Keston Bledman, Emmanuel Callender, Richard Thompson            | 38,10    | Q,    |
| 4    | 4 Francja           | 5   | Ronald Pognon, Christophe Lemaitre, Pierre-Alexis Pessonneaux, Jimmy Vicaut | 38,15    | q     |
| 5    | 7 Australia         | 2   | Joshua Ross, Anthony Alozie, Isaac Ntiamoah, Andrew McCabe                  | 38,17    | q     |
| 6    | 5 Polska            | 3   | Robert Kubaczyk, Dariusz Kuć, Kamil Masztak, Kamil Kryński                  | 38,31    | NR    |
| 7    | 6 Niemcy            | 6   | Alexander Kosenkow, Tobias Unger, Julian Reus, Lucas Jakubczyk              | 38,37    |       |
| 8    | 8 Hongkong          | 8   | Lai Chun Ho, Tsui Chi Ho, Tang Yik Chun, Ng Ka Fung                         | 38,61    |       |

#### Finał
W finale wystartowało 8 drużyn. Kanada została zdyskwalifikowana. W maju 2015 Stany Zjednoczone zostały zdyskwalifikowane.
| Poz. | Tor | Państwo           | Zawodnicy                                                                   | Czas        | Uwagi   |
| ---- | --- | ----------------- | --------------------------------------------------------------------------- | ----------- | ------- |
| 1    | 6   | Jamajka           | Nesta Carter, Michael Frater, Yohan Blake, Usain Bolt                       | 36,84       | WR · OR |
| 2    | 9   | Trynidad i Tobago | Keston Bledman, Marc Burns, Emmanuel Callender, Richard Thompson            | 38,12       |         |
| 3    | 3   | Francja           | Jimmy Vicaut, Christophe Lemaitre, Pierre-Alexis Pessonneaux, Ronald Pognon | 38,16       |         |
| 4    | 4   | Japonia           | Ryōta Yamagata, Masashi Eriguchi, Shinji Takahira, Shōta Iizuka             | 38,35       |         |
| 5    | 8   | Holandia          | Brian Mariano, Churandy Martina, Giovanni Codrington, Patrick van Luijk     | 38,39       |         |
| 6    | 2   | Australia         | Anthony Alozie, Isaac Ntiamoah, Andrew McCabe, Josh Ross                    | 38,43       |         |
| 99 ! | 5   | Kanada            | Gavin Smellie, Oluseyi Smith, Jared Connaughton, Justyn Warner              | DSQ (37.89) |         |
|      | 7   | Stany Zjednoczone | Trell Kimmons, Justin Gatlin, Tyson Gay, Ryan Bailey                        | DSQ (37,04) |         |